# Bubba Watson
Pour les articles homonymes, voir Watson.
Gerry Lester « Bubba » Watson Jr., né le 5 novembre 1978 à Bagdad en Floride, est un golfeur américain (gaucher) vainqueur du Masters en 2012 et en 2014.

## Biographie
Complètement autodidacte, il passe professionnel en 2003, il évolue les premières années sur le Nationwide Tour. Il y obtient le droit de rejoindre le PGA Tour en 2006 où son meilleur résultat est une quatrième place au Sony Open in Hawaii. Il obtient un premier résultat marquant avec une cinquième place lors de l'US Open 2007, tournoi remporté par Ángel Cabrera et dont il occupe la deuxième place à un coup du leader après le deuxième tour.
En 2010, il obtient une deuxième place au Bob Hope Classic puis une troisième place au Transitions Championship. Il remporte ensuite son premier tournoi sur le circuit américain en remportant le Travelers Championship en s'imposant en playoff face à Scott Verplank et Corey Pavin.
Avant sa victoire au Masters 2012 son meilleur résultat dans un tournoi du grand chelem était une deuxième place lors du championnat de la PGA 2010. Après avoir été à un point du leader au soir du premier tour, puis à trois après le deuxième, il se retrouve à six coups de Nick Watney, qui est en tête avant le dernier tour, mais à trois coups de Dustin Johnson et Rory McIlroy qui occupent le deuxième rang. Avec un score de 68, il réalise l'une des meilleures performances de la dernière journée - Phil Mickelson réalise un score de 67 pour terminer avec un score de moins 11. Il est ensuite rejoint par Martin Kaymer pour disputer un playoff. Rory McIlroy ne parvient pas à les rejoindre en manquant un putt. Puis Dustin Johnson, malgré un  bogey sur le dernier trou rejoint la tête avant d'être finalement pénalisé de deux points - pour avoir posé son club sur le sable dans un bunker.
Lors du playoff disputé sur trois trous, Watson prend l'avantage un réalisant un birdie sur le trou 16, avantage qui est aussitôt annihilé sur le trou suivant, l'Allemand réalisant lui aussi un birdie. Sur le dernier trou du barrage, Bubba Watson joue un second coup agressif qui l'envoie dans l'eau. Kaymer sécurise alors son second coup pour finalement atteindre le green sur le troisième. Watson lui atteint un bunker lors de quatrième coup. Avec deux putt, Kaymer réalise un  bogey mais remporte son premier majeur.
Ses bons résultats lors de cette saison 2010 lui valent une place dans l'équipe américaine de Ryder Cup qui a pour ambition de conserver son trophée lors de la Ryder Cup 2010 disputée au Pays de Galles. Bien que débutant dans cette compétition, le capitaine Corey Pavin l'associe lors de la première session de Fourballs à un autre débutant, Jeff Overton. Pour leur premier match, les Américains s'imposent trois et deux (trois points d'avance et deux trous à disputer) face à la paire formée de Luke Donald et Pádraig Harrington. La paire américaine est de nouveau reformée pour la première série de foursomes. Opposés à Luke Donald et Ian Poulter, les Américains s'inclinent deux et un. Lors de la troisième session, les deux rookies disputent une partie de foursome face Miguel Ángel Jiménez et Peter Hanson. Ceux-ci grâce à deux birdies de Jiménez sur le 16 et le 18 l'emportent par 2 up. Lors de la session des simples, Bubba Watson retrouve l'Espagnol Miguel Ángel Jiménez qui l'emporte sur le score de quatre et trois. Les États-Unis sont finalement battus lors de la dernière rencontre des simples et s'inclinent sur le score de 14 et demi à 13 et demi.
Le 8 avril 2012, il gagne le Masters en battant Louis Oosthuizen au second trou du playoff et remporte ainsi son premier tournoi majeur. Après quatre journées, les deux joueurs sont ex æquo sur un score cumulé de -10. Le premier trou du play-off, le n°18, ne les départage pas.
Sur le trou no 10, après un premier coup raté atterrissant sous les arbres et dans les brindilles, Watson réalise un second coup fantastique, donnant beaucoup d'effet à sa balle qu'il emmène sur le green. Le Sud-Africain se place lui aussi sur le green, mais à son troisième coup et un peu moins bien que l'Américain. Oosthuizen manque son put d'un rien. Bubba Watson, en deux puts et quatre coups remporte ainsi le Masters d'Augusta.
Pour la Ryder Cup 2012 qui eut lieu sur le parcours du Medinah Country Club de Chicago, dans le fourball du vendredi après-midi, Bubba Watson qui fait équipe avec Webb Simpson gagne 5 et 4 contre la paire européenne Paul Lawrie / Peter Hanson. Toujours associé à Webb Simpson pour le foursome du samedi matin, les deux compères sont défaits 1 up par le duo Justin Rose et Ian Poulter. Dans le fourball du samedi après-midi contre la paire Justin Rose / Francesco Molinari, avec le même partenaire, Bubba gagne 5 et 4. Dans les simples du dimanche, le capitaine Davis Love III programme Bubba Watson dans la première rencontre face à l’anglais Luke Donald, la défaite sera au rendez-vous 2 et 1 et donnera un nouveau point pour l’Europe. Son total sur cette édition est ainsi de quatre matches disputés, deux victoires, deux défaites.
Le 13 avril 2014, il gagne le Master d'Augusta (Géorgie) en rendant une dernière carte de 69 (-3), où il a su parfaitement contrôler la concurrence, et notamment la fougue du jeune Jordan Spieth, alors âgé de 20 ans. Son score de 280 (69-68-74-69) à 8 sous le par, lui permet d'enfiler pour la deuxième fois la veste verte.

## Victoires professionnelles (12)

### Victoires sur le PGA Tour (11)
| Légende                              |
| Tournois Majeurs (2)                 |
| World Golf Championships (2)         |
| Autres victoires sur le PGA Tour (7) |

| No. | Date            | Tournois                           | Score           | Rapport au par | Écart de victoire | Opposant(s)                | Gains ($) |
| --- | --------------- | ---------------------------------- | --------------- | -------------- | ----------------- | -------------------------- | --------- |
| 1   | 27 juin 2010    | Travelers Championship             | 65-68-67-66=266 | −14            | Playoff           | Corey Pavin Scott Verplank | 1 080 000 |
| 2   | 30 janvier 2011 | Farmers Insurance Open             | 71-65-69-67=272 | −16            | 1 coup            | Phil Mickelson             | 1 044 000 |
| 3   | 1er mai 2011    | Zurich Classic of New Orleans      | 66-68-70-69=273 | −15            | Playoff           | Webb Simpson               | 1 152 000 |
| 4   | 8 avril 2012    | Masters Tournament                 | 69-71-70-68=278 | −10            | Playoff           | Louis Oosthuizen           | 1 440 000 |
| 5   | 16 février 2014 | Northern Trust Open                | 70-71-64-64=269 | −15            | 2 coups           | Dustin Johnson             | 1 206 000 |
| 6   | 13 avril 2014   | Masters Tournament (2)             | 69-68-74-69=280 | −8             | 3 coups           | Jonas Blixt Jordan Spieth  | 1 620 000 |
| 7   | 9 novembre 2015 | WGC-HSBC Champions                 | 71-67-69-70=277 | −11            | Playoff           | Tim Clark                  | 1 400 000 |
| 8   | 28 juin 2015    | Travelers Championship (2)         | 62-67-68-67=264 | −16            | Playoff           | Paul Casey                 | 1 152 000 |
| 9   | 21 février 2016 | Northern Trust Open (2)            | 66-68-67-68=269 | −15            | 1 coup            | Jason Kokrak Adam Scott    | 1 224 000 |
| 10  | 18 février 2018 | Genesis Open (3)                   | 68-70-65-69=272 | −12            | 2 coups           | Tony Finau Kevin Na        | 1 296 000 |
| 11  | 26 mars 2018    | Championnat du monde de match-play | N/A             | N/A            | 7&6               | Kevin Kisner               | 1 700 000 |

PGA Tour playoff record (5–1)
| No. | Année | Tournois                      | Opposant                    | Résultat                                                                        |
| --- | ----- | ----------------------------- | --------------------------- | ------------------------------------------------------------------------------- |
| 1   | 2010  | Travelers Championship        | Corey Pavin, Scott Verplank | Gagne sur par au deuxième trou de playoff Pavin éliminé sur par au premier trou |
| 2   | 2010  | PGA Championship              | Martin Kaymer               | Perd a la moyenne des 3 trous de playoff: Kaymer:4-2-5=11, Watson:3-3-6=12      |
| 3   | 2011  | Zurich Classic of New Orleans | Webb Simpson                | Gagne sur birdie au deuxième trou de playoff                                    |
| 4   | 2012  | Masters Tournament            | Louis Oosthuizen            | Gagne sur par au deuxième trou de playoff                                       |
| 5   | 2014  | WGC-HSBC Champions            | Tim Clark                   | Gagne sur birdie au premier trou de playoff                                     |
| 6   | 2015  | Travelers Championship        | Paul Casey                  | Gagne sur birdie au deuxième trou de playoff                                    |

### Autres Victoires (2)
- 2008 CVS Caremark Charity Classic (avec Camilo Villegas)
- 2015 Hero World Challenge